# Processing Community Day
O Processing Community Day (PCD), é um evento de arte algorítmica que mistura linguagem de programação, arte, design e ensino. Ele é destinado a reunir a comunidade de pessoas interessadas em aprender programação com foco em criatividade e criação visual, e a todos aqueles que utilizam ou têm interesse na linguagem de programação Processing e plataformas relacionadas como o p5.js.
Sua primeira edição, organizada pela Fundação Processing, uma organização sem fins lucrativos 501(c)(3), e Taeyoon Choi, aconteceu em 21 de outubro de 2017, no Massachusetts Institute of Technology (MIT) Media Lab, na cidade de Cambridge, EUA. O encontro contou com palestrantes como: Ben Fry, Casey Reas, Lauren McCarthy, Daniel Shiffman.
O segundo Processing Community Day aconteceu em 2019, em várias cidades do mundo. Desde então, o evento é estimulado pela Fundação Processing, e acontece anualmente.
No Brasil, o evento é organizado de forma descentralizada por voluntários, com objetivo de democratizar e desenvolver cultura, artes, tecnologia e pesquisa científica. e já aconteceu nas cidades do Rio de Janeiro, São Paulo e Santa Maria, entre 2019 e 2020.

## Edicões Brasileiras
Processing Community Day Brasil 2023: Aconteceu no dia 02 de dezembro no mesmo formato do ano anterior.
Processing Community Day Brasil 2022: Começou no dia 11 de novembro e foi até o dia 13 do mesmo mês seguindo o formato do ano anterior.
Processing Community Day Brasil 2021: Começou no dia 11 de abril e foi até o dia 17 do mesmo mês de forma remota por conta da pandemia, sendo a primeira edição nesse formato e a primeira edição de caratér nacional. Contou com oficinas variadas contemplando as diversas práticas do campo da programação criativa com destaque para a linguagem Processing e suas variações.
Processing Community Day São Paulo 2020: Aconteceu no dia 18 de janeiro na Escola Britânica de Artes Criativas (EBAC) e no dia 19 de janeiro no escritório da ThoughtWorks. Contou com oficinas de Processing para iniciantes, uma code jam, palestras e apresentações sobre programação criativa.
Processing Community Day Rio de Janeiro 2020: Aconteceu no dia 02 de maio no Laboratório de Atividades do Amanhã, no Museu do Amanhã. Contou com oficinas online, desenvolvidas na plataforma OpenProcessing.
Processing Community Day São Paulo 2019: Aconteceu em 19 de janeiro no escritório da ThoughtWorks. Contou com palestras, oficinas e uma 'code jam' de um jogo de arcade.
Processing Community Day Rio de Janeiro 2019: Aconteceu no dia 09 de fevereiro no laboratório LIFE / Departamento de Artes e Design / PUC Rio. Contou com oficinas, debates e apresentação de projetos da comunidade.
Processing Community Day Santa Maria 2019: Aconteceu em 09 de fevereiro no "Lab1188 Coworking" e incluiu apresentações de projetos de arte digital e programação criativa, um workshop para iniciantes em programação, uma roda de conversa, e uma confraternização de encerramento.

## Eventos gravados
Processing Community Day Brasil 2021
Processing Community Day Brasil 2022

## Faça parte da comunidade
Links para os grupos